# Elsa Carlsson (skådespelare)
Elsa Elvira Carlsson, ursprungligen Karlsson, född 13 februari 1892 i Göteborg, död 13 oktober 1978 i Hedvig Eleonora församling i Stockholm, var en svensk skådespelare. Hon var syster till skådespelaren Tora Carlsson.

## Biografi
Elsa Carlsson började spela teater i John Borghs resande teatersällskap 1908. Hon engagerades sedan 1909–1912 i Vilhelm Olins teatersällskap där hon slog igenom 1910 i Anne Pedersdotter. År 1912 kom hon till Hjalmar Selander och Nya Teatern i Göteborg och förblev där till 1916 då hon engagerades av Albert Ranft och Svenska Teatern i Stockholm. Hon tillhörde Helsingborgs stadsteaters första ensemble 1921–1923 samt senare 1934–1938. Elsa Carlsson kom tillbaka till Göteborg och Lorensbergsteatern 1924 och på 1930-talet spelade hon en säsong hos  Gösta Ekman 1931–1932 och 1938–1942 vid Göteborgs stadsteater. 
Från 1943 var hon engagerad vid Dramaten och var även under åren 1942–1953 turnéledare i folkparkerna. Hon bedrev även studier i utlandet, i Tyskland, England och Frankrike. Hon tillerkändes utmärkelsen Officier d'Académie Française. 
Carlsson avled 1978 och är begravd på Östra kyrkogården i Göteborg.

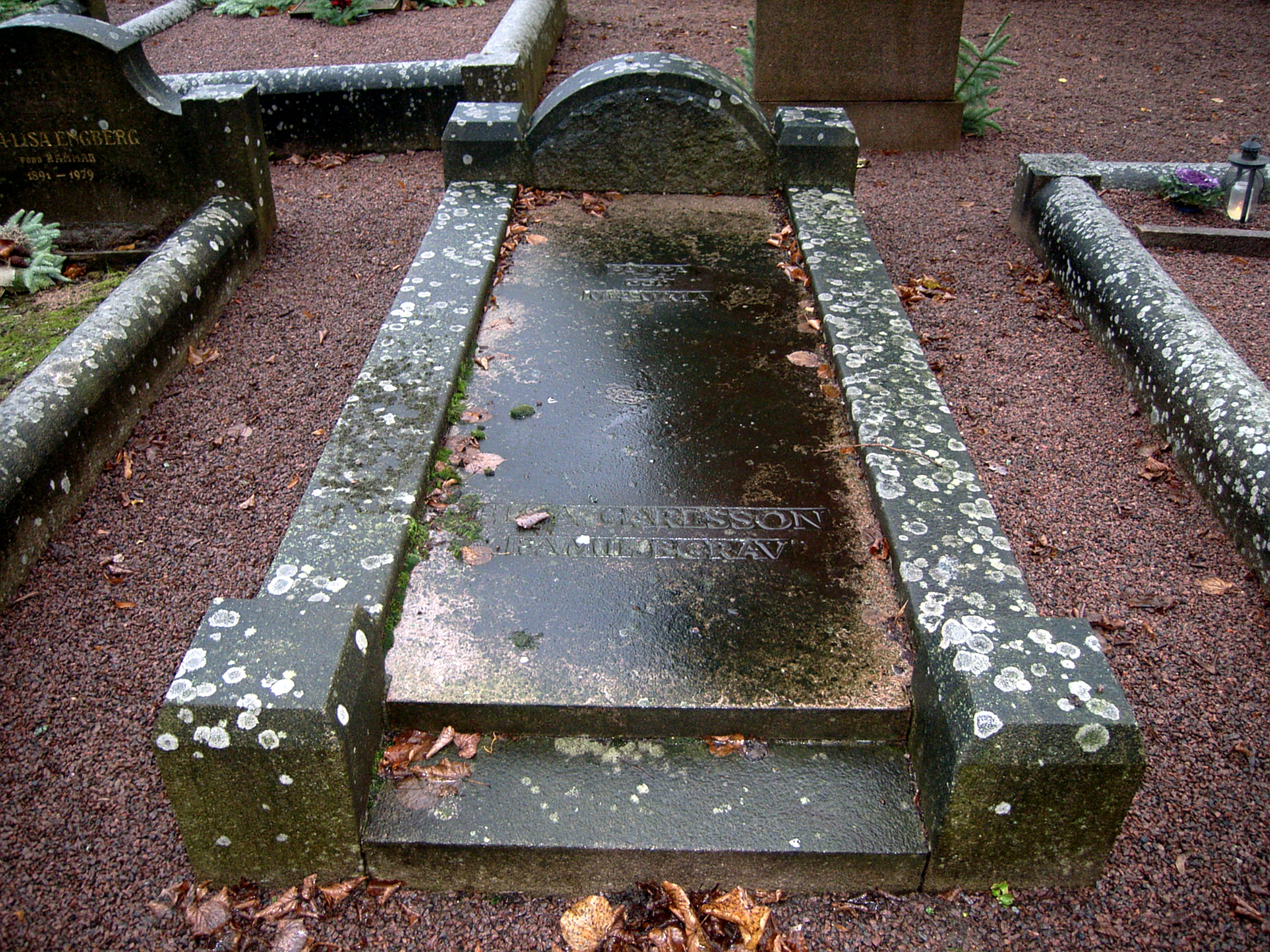
Gravplats Elsa Carlsson

## Filmografi i urval
- 1915 – Rosen på Tistelön
- 1916 – I minnenas band
- 1923 – Norrtullsligan
- 1932 – Modärna fruar
- 1933 – Pettersson & Bendel
- 1934 – Simon i Backabo
- 1935 – Äktenskapsleken
- 1936 – Äventyret
- 1936 – Samvetsömma Adolf
- 1936 – 65, 66 och jag
- 1937 – Familjen Andersson
- 1939 – Åh, en så'n grabb
- 1939 – Rosor varje kväll
- 1940 – Snurriga familjen
- 1940 – Hanna i societén
- 1943 – Älskling, jag ger mig
- 1947 – Bruden kom genom taket
- 1947 – Konsten att älska
- 1948 – Banketten
- 1950 – Fästmö uthyres
- 1951 – Livat på luckan
- 1951 – Dårskapens hus
- 1952 – Kronans glada gossar
- 1952 – Adolf i toppform
- 1955 – Giftas
- 1956 – Egen ingång
- 1957 – Mamma tar semester
- 1959 – Fröken Chic
- 1960 – Bröllopsdagen
- 1960 – Tre önskningar
- 1961 – Änglar, finns dom?

## Teater

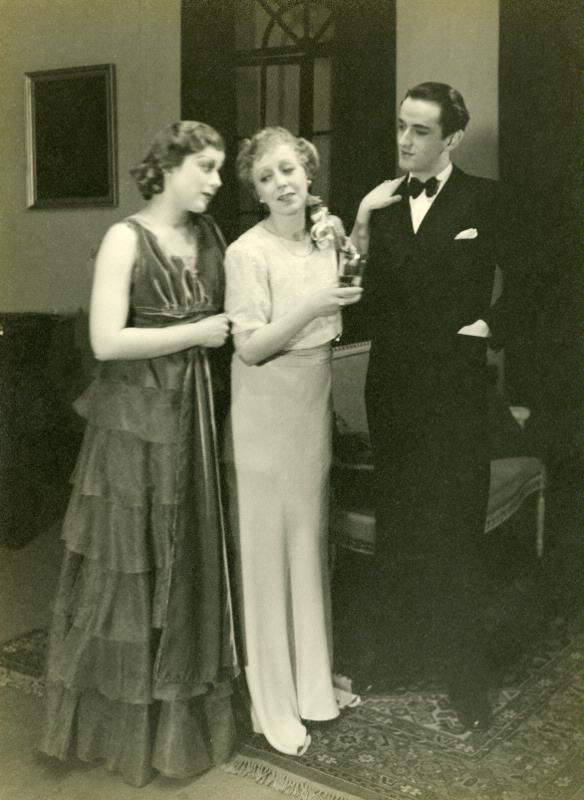
Maj Törnblad, Elsa Carlsson och Claes Thelander i Hjärtligt välkomna på Helsingborgs stadsteater 1937.

### Roller (ej komplett)
| År   | Roll                              | Produktion                                                                         | Regi                    | Teater                     |
| ---- | --------------------------------- | ---------------------------------------------------------------------------------- | ----------------------- | -------------------------- |
| 1910 |                                   | Tokiga Amelie, revy Emil Norlander                                                 |                         | Lorensbergsteatern         |
| 1918 | Maud Bray                         | Fröken X, Box 1742 Cyril Harcourt                                                  | Albert Ståhl            | Djurgårdsteatern           |
| 1921 | Viola                             | Trettondagsafton eller Vad ni vill William Shakespeare                             | Gustaf Linden           | Helsingborgs stadsteater   |
| 1921 | Mabel                             | Rena rama sanningen James H. Montgomery                                            | Rudolf Wendbladh        | Helsingborgs stadsteater   |
| 1921 | Selma                             | Min ska du bli! Ernst Fastbom                                                      | Robert Johnson          | Helsingborgs stadsteater   |
| 1921 | Colette                           | Hemkomsten Robert de Flers och Francis de Croisset                                 | Rudolf Wendbladh        | Helsingborgs stadsteater   |
| 1922 | Betty                             | Flickan i bilen Wilson Collison och Avery Hopwood                                  | Rudolf Wendbladh        | Helsingborgs stadsteater   |
| 1922 | Elisabeth                         | Cirkeln W. Somerset Maugham                                                        | Mathias Taube           | Helsingborgs stadsteater   |
| 1922 | Anna                              | Flamman Hans Müller-Einigen                                                        | Rudolf Wendbladh        | Helsingborgs stadsteater   |
| 1922 | Alberta                           | När det unga vinet blommar Bjørnstjerne Bjørnson                                   | Ragnar Hyltén-Cavallius | Helsingborgs stadsteater   |
| 1922 | Penelope Moon                     | Mrs Taradines inkvartering F. Tennyson Jesse och H. M. Harwood                     | Ragnar Hyltén-Cavallius | Helsingborgs stadsteater   |
| 1922 | Johanne                           | Äventyr på fotvandringen Jens Christian Hostrup                                    | Ragnar Hyltén-Cavallius | Helsingborgs stadsteater   |
| 1922 | Mauricette                        | Hotellråttan Paul Armont och Marcel Gerbidon                                       | Rudolf Wendbladh        | Helsingborgs stadsteater   |
| 1922 | Christine                         | Älskog Arthur Schnitzler                                                           | Ragnar Hyltén-Cavallius | Helsingborgs stadsteater   |
| 1923 | Lotten                            | Hattmakarens bal Hjalmar Peters                                                    | Ragnar Hyltén-Cavallius | Helsingborgs stadsteater   |
| 1923 | Ann Mortimer                      | Komprometterad Frances Nordstrom                                                   | Ragnar Hyltén-Cavallius | Helsingborgs stadsteater   |
| 1923 | Modern Fru Merete Kamp Olga Olsen | Föräldrar Otto Benzon                                                              | Rudolf Wendbladh        | Helsingborgs stadsteater   |
| 1923 | Paula                             | Spanska flugan Franz Arnold och Ernst Bach                                         | Rudolf Wendbladh        | Helsingborgs stadsteater   |
| 1923 | Dolly                             | Storkens vikarie Margaret Mayo                                                     |                         | Helsingborgs stadsteater   |
| 1923 |                                   | Gamla herrgården Oscar Wennersten                                                  | Gustaf Linden           | Skansens friluftsteater    |
| 1923 |                                   | En herre i frack André Picard                                                      | Nils Johannisson        | Svenska teatern, Stockholm |
| 1923 | Fröken Uggla                      | Gösta Berlings saga Selma Lagerlöf                                                 | Gunnar Klintberg        | Svenska teatern, Stockholm |
| 1924 |                                   | Det levande liket Leo Tolstoj                                                      | Gunnar Klintberg        | Svenska teatern, Stockholm |
| 1927 | Maggie Wylie                      | Vad varje kvinna vet J.M. Barrie                                                   | Elsa Carlsson           | Helsingborgs stadsteater   |
| 1932 | Maud                              | Till Hollywood George S. Kaufman och Marc Connelly                                 | Gösta Ekman             | Vasateatern                |
| 1934 | Emilia                            | Othello William Shakespeare                                                        | Rudolf Wendbladh        | Helsingborgs stadsteater   |
| 1934 | Fru Inger Trolle till Ljungby     | Ljungby Horn Edgar Collin, Vilhelm Østergaard, och Alfred Ipsen                    | Albert Nycop            | Helsingborgs stadsteater   |
| 1935 | Fanny Brandl                      | Gatumusikanter Paul Schurek och Hanns Sassmann                                     | Rudolf Wendbladh        | Helsingborgs stadsteater   |
| 1935 | Fru Molland                       | Hycklare Finn Halvorsen                                                            | Albert Nycop            | Helsingborgs stadsteater   |
| 1935 | Lorette                           | Domino Marcel Achard                                                               | Rudolf Wendbladh        | Helsingborgs stadsteater   |
| 1935 | Damen                             | På grund George Bernard Shaw                                                       | Rudolf Wendbladh        | Helsingborgs stadsteater   |
| 1935 | Olga Sergejevna Prozorova         | Tre systrar Anton Tjechov                                                          | Rudolf Wendbladh        | Helsingborgs stadsteater   |
| 1935 | Fru Åvik                          | Kvartetten som sprängdes Birger Sjöberg                                            | Albert Nycop            | Helsingborgs stadsteater   |
| 1936 | Judith Bliss                      | Höfeber Noël Coward                                                                | Rudolf Wendbladh        | Helsingborgs stadsteater   |
| 1936 | Marie                             | Konserten Hermann Bahr                                                             | Rudolf Wendbladh        | Helsingborgs stadsteater   |
| 1936 | Joséphine                         | Napoleon den ende Paul Raynal                                                      | Rudolf Wendbladh        | Helsingborgs stadsteater   |
| 1936 | Fröken Glissander                 | Fridas visor eller Oscars fyra bekymmer eller En vecka i Lilla Paris Gösta Sjöberg | Albert Nycop            | Helsingborgs stadsteater   |
| 1937 | Judith Bliss                      | Höfeber Noël Coward                                                                | Helge Wahlgren          | Göteborgs stadsteater      |
| 1938 | Beatrice                          | Mycket väsen för ingenting William Shakespeare                                     | Rudolf Wendbladh        | Helsingborgs stadsteater   |
| 1938 | Alice                             | Hjärtligt välkomna! Gerald Savory                                                  | Rudolf Wendbladh        | Helsingborgs stadsteater   |
| 1942 |                                   | Arsenik och gamla spetsar Joseph Kesselring                                        | Torsten Hammarén        | Göteborgs stadsteater      |
| 1942 | Mildred Watson Drake              | Väninnor John Van Druten                                                           | Harry Roeck-Hansen      | Blancheteatern             |
| 1943 | Thorin Wester                     | Rus Rudolf Värnlund                                                                | Per Lindberg            | Blancheteatern             |
| 1943 | Thérèse Marnix                    | Kungen Robert de Flers, Emmanuel Arène och Gaston Arman de Caillavet               | Rune Carlsten           | Dramaten                   |
| 1944 | Eloise de Kestournel              | Markisinnan Noël Coward                                                            | Carlo Keil-Möller       | Helsingborgs stadsteater   |
| 1945 | Stéfanie, statskanslerns hustru   | Ödestimmen Hjalmar Söderberg                                                       | Rune Carlsten           | Dramaten                   |
| 1948 | Fru Tarde                         | En vildfågel Jean Anouilh                                                          | Rune Carlsten           | Dramaten                   |
| 1950 | Charlotte Peloux                  | Chéri Colette                                                                      | Mimi Pollak             | Dramaten                   |
| 1950 | Marcolfa                          | Don Perlimplins kärlek till Belisa Federico Garcia Lorca                           | Göran Gentele           | Dramaten                   |
| 1951 | Margaret Devize, Nicholas mor     | Kvinnan bör inte brännas Christopher Fry                                           | Alf Sjöberg             | Dramaten                   |
| 1952 | Hustrun                           | Furierna Enrique Suáres de Deza                                                    | Arne Ragneborn          | Dramaten                   |
| 1959 | Geske, von Bremens hustru         | Den politiske kannstöparen Ludvig Holberg                                          | Rune Carlsten           | Dramaten/ Folkan           |
| 1960 | Systern                           | Till Damaskus, del I August Strindberg                                             | Olof Molander           | Dramaten                   |
| 1964 | Mrs Agnes Kinsale                 | Mitt bedårande jag Peter Ustinov                                                   | Gerda Wrede             | Vasateatern                |

### Regi
| År   | Produktion                                  | Upphovsmän                             | Teater                   |
| ---- | ------------------------------------------- | -------------------------------------- | ------------------------ |
| 1927 | Vad varje kvinna vet What Every Woman Knows | J.M. Barrie Översättning Edvard Alkman | Helsingborgs stadsteater |